# محاکمه (مجموعه تلویزیونی ایتالیایی)
محاکمه (ایتالیایی: Il processo) یک مجموعۀ تلویزیونی درام حقوقی و جنایی ایتالیایی به کارگردانی استفانو لودوویکی است که در سال ۲۰۱۹ منتشر شد.

## بازیگران
- ویتوریا پوچینی
- فرانچسکو شانا
- کامیلیا فیلیپی
- میکه‌له مورونه
- ائوریدیچه آکسن
- روبرتو ارلیتسکا
- مارکو بالیانی
- ایرنه کاساگرانده
- روبرتو آکورنیرو